# Gieorgij Karawajew
Gieorgij Arkadjewicz Karawajew (ros. Георгий Аркадьевич Караваев, ur. 21 marca?/3 kwietnia 1913 w Petersburgu, zm. 3 listopada 1994 w Moskwie) – radziecki polityk, minister budownictwa ZSRR (1967–1986), Bohater Pracy Socjalistycznej (1983).

## Życiorys
Od 1929 pracował w fabryce w Leningradzie, 1935 ukończył Leningradzki Instytut Inżynierów Transportu Wodnego i został inżynierem hydrotechnikiem, w latach 1935–1936 odbywał służbę w Armii Czerwonej. Od 1936 inżynier i starszy inżynier na budowach w obwodzie archangielskim, od 1940 w WKP(b), od 1942 zastępca głównego inżyniera budownictwa zakładu aluminium NKWD ZSRR w Krasnoturjinsku, od 1943 szef działu Ludowego Komisariatu Budownictwa ZSRR w Charkowie, od 1945 szef działu zarządu trustu montażowo-budowlanego nr 44 Ministerstwa Budownictwa Przedsiębiorstw Maszynowych w Mikołajowie, w 1951 zastępca ministra budownictwa przedsiębiorstw maszynowych ZSRR, od kwietnia 1954 I zastępca ministra Budowy Przedsiębiorstw Przemysłu Metalurgicznego i Chemicznego ZSRR. Był naczelnikiem Zarządu Budowy Pałacu Kultury i Nauki w Warszawie. Od maja 1957 do 1959 zastępca przewodniczącego Sownarchozu w Swierdłowsku. Od 1960 do grudnia 1961 I zastępca przewodniczącego Państwowego Komitetu Rady Ministrów ZSRR ds. Budownictwa, od grudnia 1961 do października 1965 minister ZSRR, od marca 1963 I zastępca przewodniczącego Państwowego Komitetu ds. Budownictwa ZSRR, od października 1965 ponownie I zastępca przewodniczącego Państwowego Komitetu Rady Ministrów ZSRR ds. Budownictwa. Od lutego 1967 do stycznia 1986 minister budownictwa ZSRR, następnie na emeryturze. W latach 1976–1986 członek KC KPZR, 1966–1989 deputowany do Rady Najwyższej ZSRR od 7 do 11 kadencji. 

## Odznaczenia i nagrody
- Medal Sierp i Młot Bohatera Pracy Socjalistycznej (1983)
- Order Lenina (czterokrotnie)
- Order Rewolucji Październikowej
- Order Czerwonego Sztandaru Pracy (czterokrotnie)
- Krzyż Komandorski z Gwiazdą Orderu Odrodzenia Polski (1955)[1]
- Nagroda Stalinowska (1950)